# David Nepomuceno
David Nepomuceno (* 9. Mai 1900; † 27. September 1939) war ein philippinischer Leichtathlet, der sich auf Sprintstrecken spezialisiert hatte.
David Nepomuceno hatte sich auf den 100-Meter-Lauf spezialisiert. In den 1920er Jahren gehörte er, zusammen mit seinem Landsmann Fortunato Catalon, zu den Topsprintern Asiens. 
1924 konnte Nepomuceno seinen Rivalen bei den Landesmeisterschaften schlagen. Das philippinische NOK nominierte ihn daraufhin für die Olympischen Spiele in Paris. Er war der einzige Sportler seines Landes, der entsandt wurde. Zugleich war er der erste Sportler der Philippinen überhaupt, der an Olympischen Spielen teilnahm. Nepomuceno trat in Paris im 100- und im 200-Meter-Lauf an. Im Vorlauf 6 über 100 Meter kam er als Letzter von sechs Athleten ins Ziel und schied aus. Auch beim 200-Meter-Lauf schied er aus. In Vorlauf 15 kam er als Dritter von drei Startern ins Ziel. Bei beiden Disziplinen konnten sich jeweils nur die beiden Erstplatzierten für die nächste Runde qualifizieren.
Nepomucenos sportlicher Höhepunkt folgte 1925. In diesem Jahr lief er mit 10,6 Sekunden über 100 Meter nur 2/10 Sekunden langsamer als der aktuelle Weltrekord des US-Amerikaners Charles Paddock aus dem Jahr 1921. Bei den Fernost-Spielen, den Vorläufern der Asienspiele, die 1925 in Manila ausgetragen wurden, unterlag Nepomuceno seinem Kontrahenten Catalon über 100 Meter. Über 200 Meter konnte er sich jedoch den Sieg sichern. Bei der Austragung 1927 in Shanghai gewann Nepomuceno den 100-Meter-Lauf, wurde jedoch über 200 Meter nur Dritter.
Am 27. September 1939, während des Zweiten Weltkrieges wurde David Nepomuceno, der bei der United States Navy diente, im Dienst getötet.